# Административни офис дейности и друго спомагателно обслужване на стопанската дейност
Административни офис дейности и друго спомагателно обслужване на стопанската дейност е един от 6-те подотрасъла на административните и спомагателни дейности в Статистическата класификация на икономическите дейности за Европейската общност.
Секторът обхваща различни услуги, пряко свързани с ежедневната административна дейност на предприятията, най-често като аутсорсинг на рутинни и повтарящи се дейности.